# Stazione di Lincoln Centrale
La stazione di Lincoln Centrale (in inglese: Lincoln Central railway station) è la principale stazione ferroviaria di Lincoln, in Inghilterra, nel Regno Unito.